# أنجلينا (لاعبة كرة قدم)
أنجلينا ألونسو كوستانتينو (من مواليد 26 يناير 2000)، والمعروفة باسم أنجلينا، هي لاعبة كرة قدم محترفة تلعب في مركز وسط في نادي أورلاندو برايد في الدوري الوطني لكرة القدم للسيدات. ولدت في الولايات المتحدة، ومثلت منتخب البرازيل على المستوى الدولي. حققت الميدالية الفضية مع المنتخب البرازيل للسيدات في دورة الألعاب الأولمبية الصيفية 2024 في باريس.